# Малоимышский сельсовет
Малоимы́шский сельсове́т — муниципальное образование (сельское поселение) в Ужурском районе Красноярского края.
Административный центр поселения — село Малый Имыш.

## География
Малоимышский сельсовет находится южнее Ачинска, на юго-западе Красноярского края, восточнее районного центра Ужур.
Протекает река Чулым и её приток Чернавка.

## История
Малоимышский сельсовет наделён статусом сельского поселения в 2005 году.

## Население
| 2010 | 2012  | 2013  | 2014  | 2015  | 2016  | 2017  |
| ---- | ----- | ----- | ----- | ----- | ----- | ----- |
| 1952 | ↘1888 | ↘1831 | ↘1786 | ↘1759 | ↘1714 | ↘1689 |

Гендерный состав
По данным Всероссийской переписи населения 2010 года 7 мужчин и 995 женщин из 1952 чел.

## Состав сельского поселения
В состав сельского поселения входят 6 населённых пунктов:
| № | Населённый пункт | Тип населённого пункта       | Население |
| - | ---------------- | ---------------------------- | --------- |
| 1 | Берёзовый Лог    | деревня                      | 286       |
| 2 | Большой Имыш     | деревня                      | 169       |
| 3 | Ельничная        | деревня                      | 60        |
| 4 | Малый Имыш       | село, административный центр | 1053      |
| 5 | Старая Кузурба   | село                         | 313       |
| 6 | Тальники         | посёлок                      | 71        |

28 сентября 1995 года Законом № 7-179 в состав сельсовета были переданы населённые пункты упразднённого Старокузурбинского сельсовета.